# Vizuální marketing
Vizuální marketing je obor zabývající se vztahy mezi objekty a jejich vložení do souvislostí. Reprezentuje spojník mezi ekonomii, zrakovým vnímáním a kognitivní psychologií.
Jako klíčový bod moderního marketingu se vizuální marketing zaměřuje na sledování a analýzu toho, jak mohou být obrazy využity na postavení předmětů do centra vizuální komunikace (vnímání). Záměrem je, aby produkt a jeho vizuální komunikace spolu byly strategicky spojeny a zároveň byly nerozdělitelné. Jejich spojení je to, co lidé vnímají a co ovlivňuje jejich volbu. Důležitě je nezaměnit vizuální marketing s vizuálním merchandisingem, což je pouze jedna stránka vizuálního marketingu, která se zaměřuje především na maloobchod. V tomto případě, jakmile se dostane k zákazníkovi, merchandising převládne – působí na rozmístění produktů, vystavené materiály, atmosféru, personální obsazení.
S využitím síly obrazů a zrakového vnímání je možné vytvořit marketingový plán, který je mnohem účinnější a více zapamatovatelný. Pokud jsou obrazy vytvořeny šikovně, mohou změnit pouhý koncept v něco mnohem specifického a ovlivnit tak vnímání případného zákazníka. Pomáhá to lidem zapamatovat si značku a jejich myšlenku v hlavě, a vzpomenout si, až přijde ten správný čas ke koupi.
Vizuální marketing může být částí každého aspektu komunikačního mixu. Marketing jako takový ovlivňuje zákazníkovo myšlení při nakupování. Vizuální marketing toho dosahuje pomocí zpětné vazby, zapamatování si a rozlišování.
Narůstající trend v používání stránek založených na obrázcích, fotografiích, atd. jako Pinterest, Instagram, Tumblr, Facebook jenom dokazuje to, že lidé chtějí věřit tomu, co vidí, a proto tady je vizuální marketing
Vizuální marketing zahrnuje všechny vizuální aspekty – logo, podpis, vozidla, uniformy, brožury, informační DVD, webové stránky a všechny další předměty, které vnímáme očima.

## Historie
Kořeny tohoto interpretování předmětů sahají až do roku 1960, kdy Susan Sontag napsala esej Notes on „Camp“. V tomto díle vyzdvihuje to, že předměty samy o sobě zajímavé nejsou, zajímavé je to jakým způsobem je prezentujeme. Vizuální marketing, jak se postupně vyvíjel, zdůrazňoval maskování předmětů, které se z pouhých produktů změnily na pány sve vlastní produkce. Produkt se změní v něco jiného a v tu nejlepší chvíli vstupuje na trh.
Slovy Umberta Galimberti, italského filozofa a psychoanalytika – I při nedostatku financí, touha – nyní definována jako móda – nepoukazuje ani tak na předměty jako takové, ale na mýty, které kolem nich kolují. A v mnoha případech ta jediná věc, která je zkonzumovaná je právě mýtus.
Vizuální marketing odvádí pozornost od prvoplánových cílů. Zájmové skupiny, které již nelze dále rozlišit pomocí věku, pohlaví, vzdělání nebo dalších sociálních kontextů, mohou být rozlišeny podle angažovanosti, typu sportu (hokejoví nebo fotbaloví fanoušci), osobnosti(sběratelé, znalci vína), kultury (klasická hudba a umění), atd. Vytváří se tak nové podskupiny, jejichž rozlišení lze využít k vytvoření cílených marketingových metod přímo pro konkrétní skupinu lidí.
Jedním z osobnosti podporující tento skoro až antropologický koncept je Marc Augé, který ve své knize „Le temps en ruines“ napsal: „svět, ve kterém je obraz všudypřítomný, vyžaduje, aby realita byla odrazem v těchto obrazcích“. Jeho studie zdůrazňuje, jak skládání obrazu reality, generována každou zájmovou skupinou, je složena z jazykových setů vytvořených ze slov, zvuků, pachů a tvarů, dává za vznik rozmanitým podskupinám, když jsou různě kombinované. Tento aspekt vizuálního marketingu pomáhá vytvářet cílené marketingové kampaně, které zasahují přímo emoce pozorovatele a reprezentují realitu, s použitím vlastního expresivního jazyka.

## Trendy pro rok 2016
Obsah marketingových správ se stává stále více vizuální. Rok 2016 přináší nové trendy a pro ty zasvěcené v oboru je důležité udržet krok s těmi nejvíce aktuálními.
Vývoj v roce 2015 byl bohatý pro vizuální marketing. Demers shledává tento rok průlomovým v užití vizuálního marketingu. „Když se podíváme zpětně na toto odvětví před pěti nebo deseti lety, v budoucnu uznáme, že marketing začal vzkvétat po vizuální stránce.“
Nadále se ale bude vyvíjet i v roce 2016. Do roku 2019 bylo předpovězeno, že 80 procent veškerého internetového provozu budou videa. Toto číslo bude o 64 procent vyšší než v 2014 a značná část růstu nastane pravděpodobně v roce 2016.

### Zvýšený důraz na značkový videoobsah
V nadcházejících měsících se hodnota obsahu videí spřízněných s určitou značkou bude dramaticky zvyšovat. To je způsobeno částečně díky síle YouTube. Populární veřejná video platforma dosahuje více než čtyři miliardy zhlédnutí za den, což je druhý nejpopulárnější vyhledávač na světě a třetí nejnavštěvovanější internetové stránka (za společnostmi jako je Google a Facebook).
Jelikož provoz se přesouvá od tradičních příspěvků ke kanálům YouTube a speciálním videoblogum, bude stále více a více obchodníků užívat této vyvíjející se taktiky.
Značkový videoobsah bude mízou moderního digitálního marketingu.
Termín značkový videoobsah není nic víc než videa publikovaná pod názvem značky za účelem zapojení jejích uživatelů. Tato videa vyjadřují hodnotu a přímou a přesvědčivou výzvu k akci.
Značkovými videy mohou být rozhovory, zákulisní záběry, dramatické spoty, ale i promo videa konkrétních produktů. V reakci na rostoucí poptávku po videoobsahu budou značky přirozeně otáčet svou pozornost k tvoření nového obsah dle aktuální poptávky uživatelů. Už nyní se mnoho značek pustilo do přetvoření svého existujícího obsahu do video formy.

### Videa na domovské stránky a stránky produktu
Zatímco off-site videa na YouTube a dalších publikačních platformách jsou cenné, uživatelé uvidí více a více videí migrovat na adresy URL značek v roce 2016. Obchodníci budou i nadále hledat způsoby, jak začlenit video do webové stránky, navrhnout a vyrobit méně statické a více pohlcující zprávy.
Existují dvě konkrétní místa vhodné pro značková videa:
Domovské stránky. Dalo by se namítnout, že domovská stránka značka je nejdůležitějším vyjádřením své internetové přítomnosti, což znamená, že obchodník musí provést svou domovskou stránku přesvědčivě. Jeden trend vidět hodně a možno očekávat, že vzroste také v roce 2016. Jedná se o použití videa v pozadí.
Produktové stránky. On-site videa jsou obzvláště silný, když jsou umístěny na stránkách produktu. To platí zejména v průmyslových odvětvích, kde jsou produkty a služby složité nebo neznámé. Krátká videa mohou být použity jako vodítko zákazníkům pro objasnění procesu nákupu a zvýšení konverze.
Také bude nárůst dalšího videoobsahu a to použití na vstupní stránky "O nás", stejně. Statický slovný obsah nezmizí úplně, ale možno očekávat, že přítomnost videí na internetových stránkách bude mnohem více narůstat v nadcházejících měsících.

### Užití animovanýchGIFna sociálních sítích
Jako mnoho tvůrců marketingového obsahu si uvědomují, animované GIF a krátká videa se staly všudypřítomná v průběhu roku 2015 a to právě na sociálních sítích. Pokud se podíváme zejména na Twitter většina jeho nejlepších výsledků obsahuje nějaký druh vizuálního prvku.
Tato gravitace směrem k vizuálních sdělením je založena na lidských preferencích. Rozsah pozornosti průměrného člověka v roce 2015 byl 8,25 sekundy. Proto většina uživatelů sociálních médií nebude číst celý článek; oni prostě chtějí základy.
GIF, nebo bite-sized animace, jsou ideální pro vyprávění příběhu v krátkém časovém horizontu. Pohyb těchto obrazů jim také dává výhodu v souboji o pozornost mezi přeplněnými novinkami plnými textu.

### Live-Stream videa
Díky Meerkat a Periscope, vzniklo zcela nové sociální médium v roce 2015. Známé jako vyprávění v reálném čase nebo sociální live-stream. Tyto platformy umožňují uživatelům prezentovat své videa živě svým fanouškům. Periscope už se může zdát velký, ale očekává se, že platforma k rapidně naroste v roce 2016. Nabízí perfektní kombinaci sociálních médií a videa, které hledají hlavně progresivní digitální obchodníci. Také možno očekávat, že mnoho značek se poohlíží po této formě prezentace výrobků, prezentování celebritami, živých sezení plných otázek a odpovědí, záběrů ze zákulisí, soutěže a další.

### Video oživí také Email Marketing
I když e-mail marketing je stále velmi používaná forma, její síla klesala v posledních měsících, protože větší pozornost se věnuje měnícím se médií, jako jsou sociální média a SMS. Přesto lze očekávat, že video oživí emailový marketing v roce 2016.
Obchodníci budou méně spoléhat na obsah těžkých textu a více na videa, která jsou příjemci vybízeni k interakci se svými značkami. Klíčem k úspěšnému použití videa v e-mailu, závisí na kvalitě obrazu a jeho délce. Cokoliv déle než tři nebo čtyři minuty budou přehlíženy.